# 疫苗接種特輯
疫苗接種特輯是美國的動畫劇集《南方四賤客》的一部特輯，也是《南方公园》第24季的第2集，片長約有一個小時之久，總排序為第309集，於2021年3月10日在喜劇中心首播，並在MTV2上聯播。不久後在南方四賤客工作室網站和喜劇中心數位點播平台上播出，隔日也於HBO Max上線。
劇情描述南方公園的居民們不斷要求接種2019冠状病毒病疫苗，而匿名者Q陰謀論支持者則表示反對接種疫苗。在該集中，阿ㄆㄧㄚˇ、屎蛋和凱子重新檢討他們之間的友誼，而這份友誼不斷遭受疫情的考驗和破壞。與上集病毒大流行特輯相同，包括喜劇中心的官方網站與一部分的消息來源將該二集列為第二十四季的一部分，而其他的消息來源顯示該二集為獨立的特別集，例如Screen Rant。
與上集病毒大流行特輯相比，該集獲得了更大評價和反響，評審對於編寫、劇情、幽默程度和對社會的評論都讚不絕口。在病毒大流行特輯之後，再度創下了幾年來《南方四賤客》中收視率最高的一集，在喜劇中心首播初期約有174萬觀眾收看，到達最後共獲得347萬觀眾的收視。是當晚收視率最高的節目，截至2021年3月，該集在有線電視年度年輕成人觀眾中排名第一。

## 迴響
Den of Geek的亞歷克·博賈拉德為該集獲得5顆星，他寫道：「疫苗接種特輯遠遠優於病毒大流行特輯，是過去幾年來《南方四賤客》最好的劇集之一。」，隨後博賈拉德稱讚該集的內容更關注於孩子們而不是其父母，但認為編劇們並不確定如何選寫關於匿名者Q。
本·特拉弗斯與IndieWire給出「B級」的評分，並以「斯通和帕克可以在《南方四賤客》中為所欲為。他們有權力。但如果美國選擇假裝一切都可以恢復正常，那麼假裝不正常有什麼好處？」。影音俱樂部的Dan Caffrey也給了一個「B」的評分，並在他的評論中表示：「世界感覺比〈困在衣柜里〉時更奇怪了，早在2005年播出，一個更稱職的總司令和疫苗不會立即神奇地將一切帶回更好的時代。這個可悲的事實使該劇對匿名者Q的描述以一種在川普時代進入該節目順從的幽默——一種承認你不能誇大已經誇大的事物。」
IGN的傑西·謝丁在滿分10級的分數中給了該集「8級」的評分，並說：「第二次證明是《南方四賤客》新的獨立特殊格式的魅力所在。〈疫苗接種特輯〉在為粉絲提供令人愉悅的經典季度回歸的同時探索你永遠無法恢復正常的想法」。
據《新聞周刊》和《紐約郵報》報導表示，真正的匿名者Q的支持者對這一集反應非常激烈，儘管他們皆為該集的諷刺對象，不過認為對他們自己的描述有助於傳播他們的信仰並鼓勵觀眾對陰謀論進行自己的研究。

## 外部連結
- 互联网电影数据库上疫苗接種特輯的资料（英文）